# 5276 Gulkis
5276 Gulkis este un asteroid din centura principală de asteroizi.

## Descriere
5276 Gulkis este un asteroid din centura principală de asteroizi. A fost descoperit pe 1 aprilie 1987 la Observatorul Palomar de Eleanor Francis Helin. Asteroidul prezintă o orbită caracterizată de o semiaxă mare de 2,58 ua, o excentricitate de 0,17 și o înclinație de 11,9° în raport cu ecliptica.